# Afonso Freire Themudo
Afonso da Silveira Brandão Freire Themudo (22 de Abril de 1878 - 10 de Novembro de 1927) foi o presidente do Futebol Clube do Porto em 1926. Foi durante a sua presidência que se iniciou a modalidade de hóquei em campo no clube.